# بخش شولینیه
بخش شولینیه (به سوئدی: Kävlinge kommun) یک ناحیه شهری در سوئد است که در شهرستان اسکونه واقع شده‌است.